# Phytomyza jucunda
Phytomyza jucunda är en tvåvingeart som beskrevs av Frost och Mitsuhiro Sasakawa 1954. Phytomyza jucunda ingår i släktet Phytomyza och familjen minerarflugor. Inga underarter finns listade i Catalogue of Life.